# Lewis E. Ciannelli
Lewis Eduardo Ciannelli (* 12. Januar 1923 in Rom; † Juni 1990) war ein US-amerikanischer Schauspieler und Synchronsprecher.
Ciannelli wuchs als Sohn des Schauspielers Eduardo Ciannelli in den Vereinigten Staaten auf. Er betätigte sich in erster Linie als Synchronsprecher und war in englischsprachigen Versionen zahlloser italienischer Genreproduktionen zu hören, für deren Vertonung er zeitweise auch die Regieverantwortung trug. Daneben agierte er gelegentlich als Darsteller und war Koproduzent des Spielfilms Die Dame und der Killer (1960) sowie einiger Fernsehepisoden von Serienwestern.

## Filmografie (Auswahl)
- 1951: Die Geschichte einer Braut (Teresa)
- 1993: Vendetta II: The New Mafia (Fernsehfilm)